# Cure (canción)
«Cure» (en castellano: «Cura») es la octava canción del disco de estudio Load de 1996 de la banda estadounidense de heavy metal Metallica.
La letra aparentemente habla de como una persona encuentra la cura en las armas de fuego y como se apuesta por ella. Al igual que el resto de las canciones del disco, se muestra influeciada por el hard rock y por el rock alternativo, comienza con un sonido de batería para dar paso a un riff simple que cambia a lo largo de la canción. Su duración es aproximadamente de 4:54.

## Créditos
- James Hetfield: Voz y guitarra rítmica.
- Kirk Hammett: Guitarra líder.
- Jason Newsted: Bajo eléctrico.
- Lars Ulrich: Batería y percusión.